# Wat Phra That Pha Ngao
De Wat Phra That Pha Ngao (Thai: วัดพระธาตุผาเงา) is een tempel in Ban Sop Kham in Thailand. De tempel is vermoedelijk in de 6e eeuw gebouwd. De ingang van de Wat Phra That Pha Ngao is een bakstenen poort en de chedi staat op een rots. Aan de achterzijde van de tempel is een trap naar de witte Wat Phra Borom That Nimit. In de Wat Phra Borom That Nimit zitten stenen verwerkt die eerder deel uitmaakten van de Wat Phra That Pha Ngao.